# Colletotrichum caricae
Colletotrichum caricae är en svampart som beskrevs av F. Stevens & J.G. Hall 1909. Colletotrichum caricae ingår i släktet Colletotrichum och familjen Glomerellaceae.   Inga underarter finns listade i Catalogue of Life.